# Higroskopijność
Higroskopijność – zdolność niektórych substancji do wchłaniania wilgoci lub wiązania się z wodą. Woda ta może pochodzić z pary wodnej znajdującej się w powietrzu, z wilgoci znajdującej się w gruncie, z rosy osadzającej się na powierzchni substancji itp. Pochłanianie występuje wtedy, gdy woda przenika z miejsca kontaktu z materiałem higroskopijnym do jego wnętrza. Odbywać się to może na różne sposoby.
Z fizycznego punktu widzenia wchłanianie wilgoci zachodzi w przypadkach:
- adsorpcji – np. w ten sposób silikażel jest w stanie wchłaniać znaczne ilości wody nawet w postaci gazowej, czyli w postaci pary wodnej
- rozpuszczania – np. w ten sposób woda ma ułatwione wnikanie w zestalone zaprawy budowlane zawierające wewnątrz rozpuszczalne sole

Z chemicznego punktu widzenia absorpcja wilgoci zachodzi w przypadkach:
- tworzenia hydratów, czyli wiązania wody w sieci krystalicznej danego (suchego) związku chemicznego, nawet pochłaniania wilgoci z otoczenia do roztworu danej substancji – np. bezwodny (np. wyprażony) siarczan miedzi (CuSO4) jest substancją wysoce higroskopijną i wchłania wodę z powietrza atmosferycznego aż do osiągnięcia swojej naturalnej uwodnionej postaci pięciowodnego siarczanu miedzi (CuSO4·5H2O). Z kolei chlorek wapnia (CaCl2) tak silnie absorbuje wilgoć z powietrza, że potrafi w ten sposób przejść z postaci stałej do roztworu
- reakcji chemicznej z wodą – np. wiązanie wody przez tlenek wapnia z wytworzeniem z niego wodorotlenku wapnia, czyli samorzutne przejście z wapna palonego w wapno gaszone: CaO + H2O → Ca(OH)2

Z powodu swojej higroskopijności substancje o tych właściwościach wymagają starannego przechowywania bez dostępu pary wodnej, np. w eksykatorach, lub mechanicznego izolowania ich od wpływu środowiska, w którym się znajdują. Odwodnione substancje silnie higroskopijne są wykorzystywane przede wszystkim do osuszania innych, mniej higroskopijnych.
Przykładami substancji higroskopijnych są:
- tlenek glinu – Al2O3
- wodorotlenek sodu – NaOH
- kwas siarkowy – H2SO4
- chlorek wapnia – CaCl2
- nadchloran magnezu – Mg(ClO4)2
- dekatlenek tetrafosforu – P4O10